# Holocranaus longipes
Holocranaus longipes is een hooiwagen uit de familie Cranaidae.